# デジ屋台
『デジ屋台』（デジやたい）とは、TBS系列で2002年4月から2006年10月まで放送されていた番組である。主にTBSグループの各メディアで放映される番組をバラエティ形式で紹介していた。大きく分けて番組の形態が前期・後期で大きな違いがある。
この番組の後継企画にあたるのが『ママアナのデジ@缶』である。

## 前期

### 概要
毎週1人の女性アイドルを「デジモ」と称してアシスタント席に座らせて、番組を進行する。これとは別に、若手のアイドルの中から3つの各部門を専門的に担当するレポーターを選び、半年間出演することもあった。
- BS-i
- C-TBS（TBSチャンネル・キッズステーション・Viewsic（現･MUSIC ON! TV）など）
- インターネットおよびモバイル（ム・ーハ・トレソーラを含む）

歴代の出演者の中には安田美沙子のように、後に大ブレイクを果たす人もいた。番組のセットは無国籍調で、画面の左隅に間仕切りのある狭いスペースが用意されており、そこにTBSグループの各メディアの関係者が詰めていた。

### 主なコーナー
デジモのお部屋
その週のデジモが住んでいる部屋（忠実に再現したセットの可能性も）にカメラが入り、水着姿になって彼女のプライベートを紹介していた。また、途中からレポーターが訪問し、部屋の様子からデジモの彼女に対する診断を行う形式に改められた。
ム・ーハ横井の一曲入魂
当時TBSからム・ーハに出向していた横井直行が仕切るコーナー。ミュージシャンを目指す視聴者から寄せられた楽曲を、横井と司会の小林豊、当日のデジモの3人が審査。高得点を得た場合はム・ーハにその音源データが載せられたほか、番組の最後にエンディングテーマとして放送されたりもした。
さいきあさの音楽占い

### 前期の番組に出演した主なアイドルタレント
- ＃1 田島絵里香
- ＃6 秋山莉奈
- ＃10 森下千里
- ＃12 山本梓
- ＃31 安田美沙子
- ＃39 井上和香
- ＃41 山口綾水
- ＃43 古谷沙織
- ＃45 佐藤ゆりな
- ＃50 石井あみ
- ＃51 久野さやか
- ＃53 天野里咲
- ＃64 幸田まいこ
- ＃95 レオン（Leonn）　などなど

## 後期「隠れたキーワードを当てろ!一発逆転スクエアクイズ」

### ルールなど
- 主にTBSグループの各メディアの番組紹介の後で、これに関連した一般常識から出題されていた。
- 4人の女性アイドルがクイズ形式で対戦。パネラーは原則としてビキニの水着姿で、対角線上に2人ずつ向き合うように解答席が配置され、2つのモニターが上下に備え付けられていた。下部のモニターには解答が表示され、上部のモニターには、隠されているキーワードや漢字1文字が表示され、問題に不正解になるごとに徐々に表示される仕組みになっている。
- パネラーはほかの3人のモニターの状況から自分に与えられているキーワードや文字を推測し、わかった時点でボタンを押し「スクエアチャレンジ」に挑む。正解したときにはどんなにそれまでの点数が低くても1位となり、不正解の場合はキーワードや文字が全開となる。
- こうしてその回の1位から3位の女性は生き残り、最下位はリタイヤとなって、次の回には別の女性が登場する。最下位が2人以上いる場合は同点決勝が行われ、クイズのときもあれば、腕相撲など力対決で決着させるときもあった。
- 10週勝ち抜くと、賞品として温泉旅行が授与され、そこで番組からは卒業となる。ただし、その後10週勝ち抜き者が温泉旅行に出かけた模様が必ず放映されていた。
- 番組のエンディングには4人、もしくは最下位となった女性アイドルが登場して、自分の趣味や特技、好きなもの･事などをビキニの水着姿、またはパジャマ姿などで披露した。普段着ではほとんど登場しなかった。TBSの1週間に放送される最後の番組だったこともあって、回によっては水着姿のままで布団に入り、眠りにつくそぶり（明らかに昼間に収録されていることが画面でもはっきりわかることがある）をしていたこともあった。

### 出演したアイドル
10週勝ち抜き・森下まい、田代沙織
9週・杉本悦子、白井絵莉
8週・藤原美栄（ふじわらよしえ）
7週・荒木のぞみ
6週・若月佑子、手塚りえ
5週・唯川真菜、藤崎まや、森下悠里
4週・手嶋ゆう（現・手島優）、升水美奈子、高橋祐月、黒田としえ
3週・藤井梨花、柚南みゆき、吉田早希、戸田れい、松田ちい、
2週・真鍋摩緒、岡田ひかり、小川瀬里奈、金城真央、櫻本のん、本橋優華、水沢由梨香、小山真未、三井りあ
1週・類家明日香、水瀬ありさ、堀井美月、安藤成子、柚月美穂

### 番外編
通常のアイドルたちによる対戦とは別の女性たちが解答者になった回があった。
女子アナスペシャル （2006年6月4日）
青木裕子、岡村仁美、海保知里、広重玲子（50音順）
最終回（dianaスペシャル）
- プロ野球・横浜ベイスターズのチアリーディングチーム『diana』に当時所属していたメンバーの中から4人が選ばれ、クイズに挑んだ。

## 主な出演者
- 小林豊（司会・TBSアナウンサー）
- 横井直行（前期･当時ム・ーハ所属）
- さいきあさ（前期）
- ブルマン石井（後期・ふくよかな構成作家で、小林アナの左横にいた）

## 放送時間
- 毎週日曜深夜（毎週月曜未明） 1:20 - 1:50（番組終了時）

## スタッフ
- 構成：近藤祐次
- TD：早川征典
- カメラ：白井昭至
- VE：酒井真紀
- 音声：相馬敦
- 照明：松田栄二
- 美術プロデューサー：笠松和明
- 美術デザイン：西條実
- メカシステム：庄子泰広
- 電飾：斉藤幹也
- 大道具：中村友明
- 小道具：石野隆一
- メイク：アートメイク・トキ
- スタイリスト：李順子
- CG制作：KAD2
- 編集：角埜吉宏
- MA：境涼子
- 音効：和氣誠司
- TK：柳瀬美枝
- 技術協力：東通、ヴィジュアルベイ、音響企画
- 美術協力：アックス
- 協力：日立製作所
- AD：清水晋也
- 取材ディレクター：石上智子、照井有
- ディレクター：渡辺恭三
- AP：山澤佳代子、谷田貝慶子
- プロデューサー：浜崎裕二
- チーフプロデューサー：高田卓哉（TBS）
- 制作協力：D組PROJECT（ディープロジェクト）
- 制作：TBSエンタテインメント
- 製作著作：TBS